# Stazione di Higashi-Koganei
La stazione di Higashi-Koganei (東小金井駅?, Higashi-Koganei-eki) è una stazione ferroviaria di Koganei, città conurbata con Tokyo che serve la linea Chūō Rapida della JR East.

## Linee

### Treni
- East Japan Railway Company
  - ■ Linea Rapida Chūō